# Tolypeutes
Tolypeutes là một chi động vật có vú trong họ Dasypodidae, bộ Cingulata. Chi này được Illiger miêu tả năm 1811. Loài điển hình của chi này là Dasypus tricinctus Linnaeus, 1758, by subsequent designation (Yepes, 1928).

## Hình ảnh

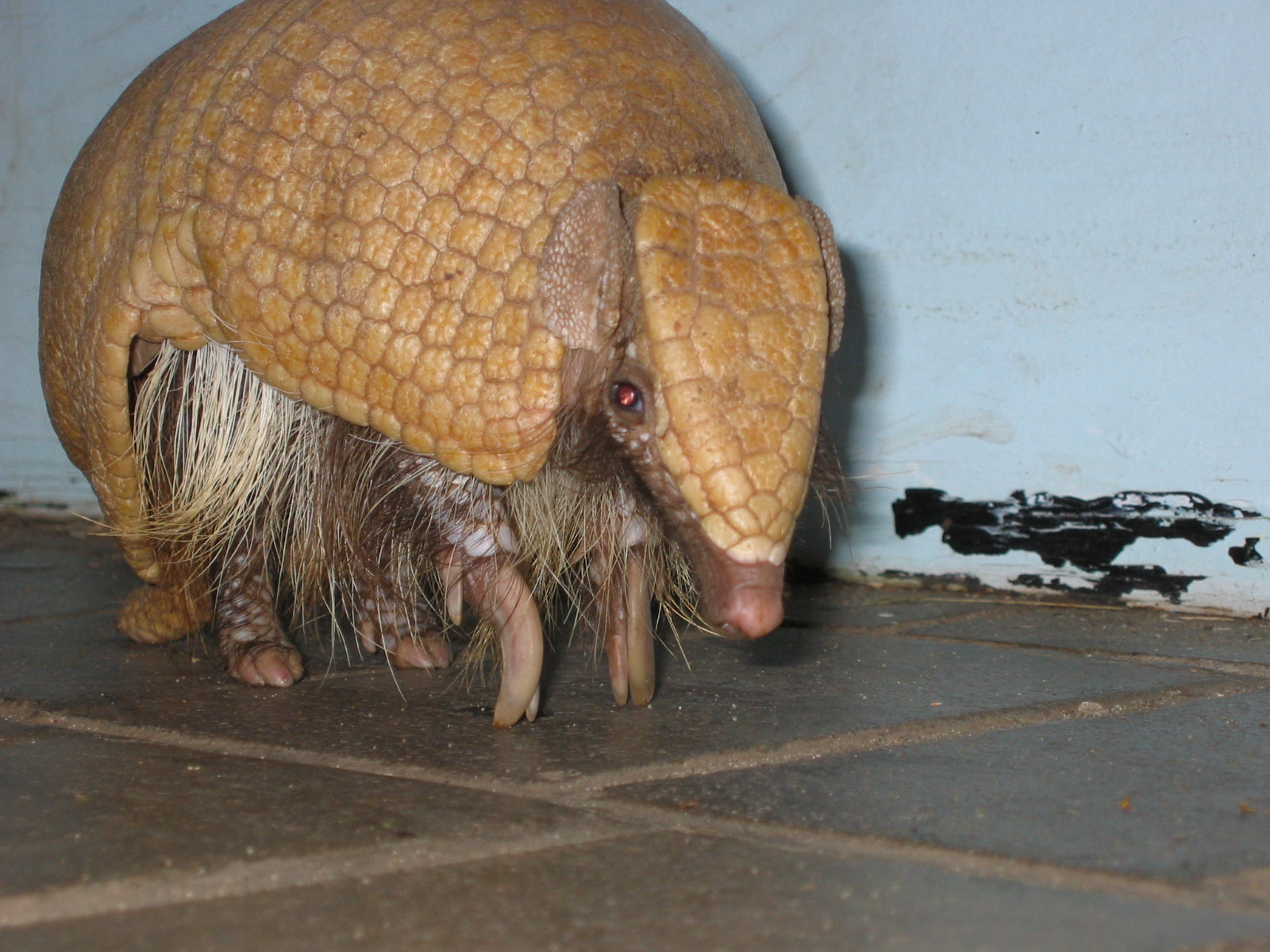
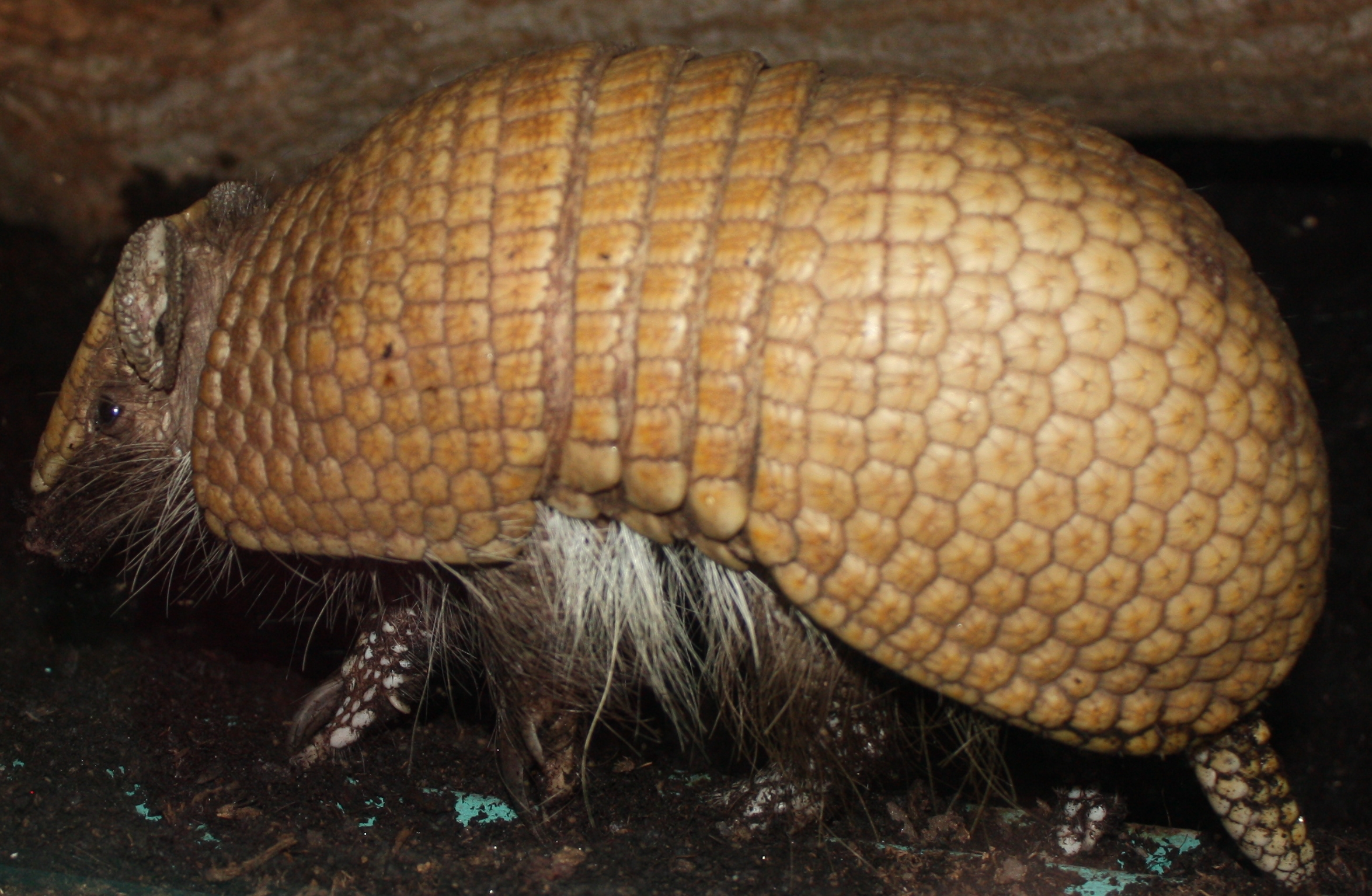
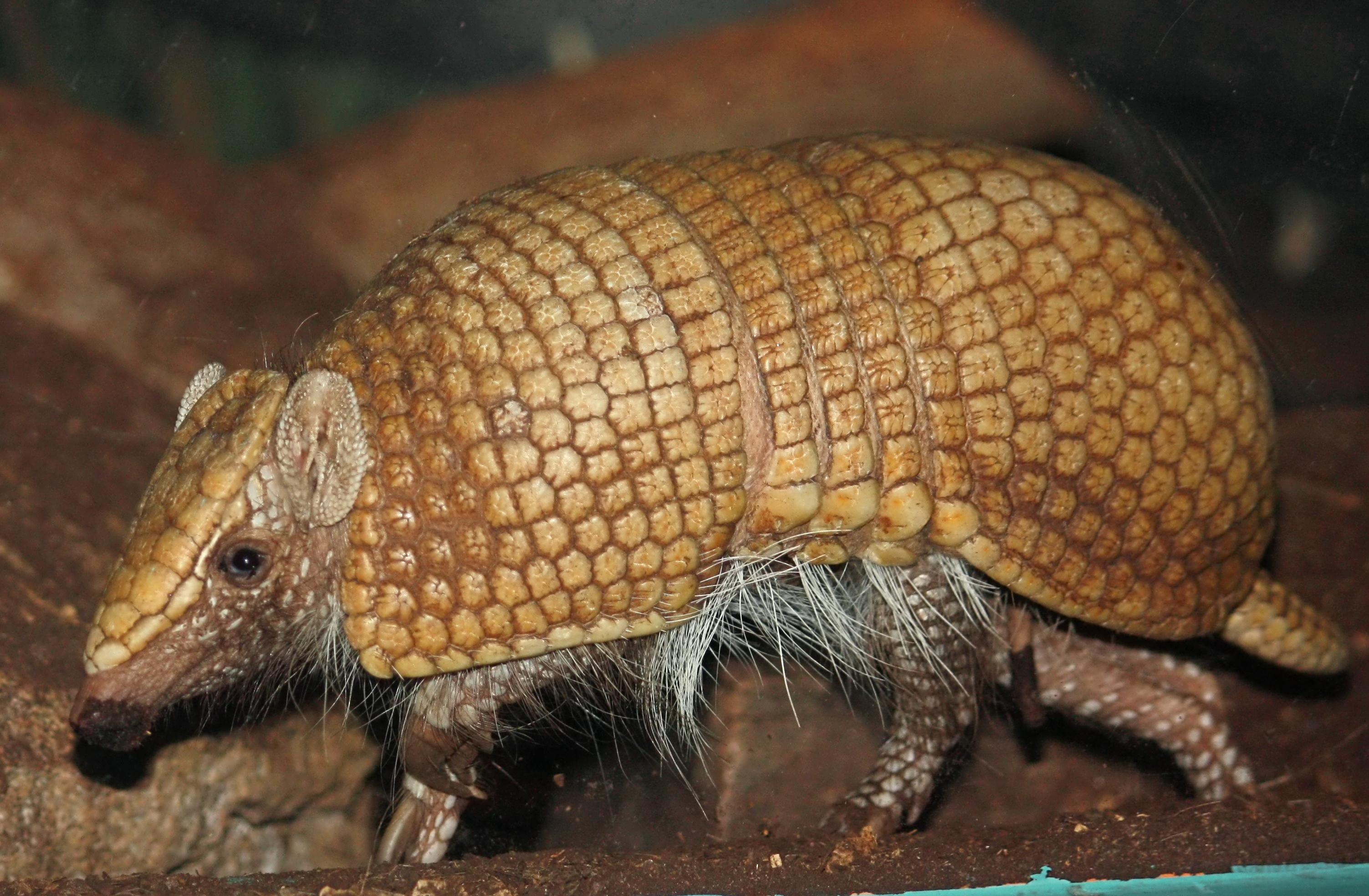
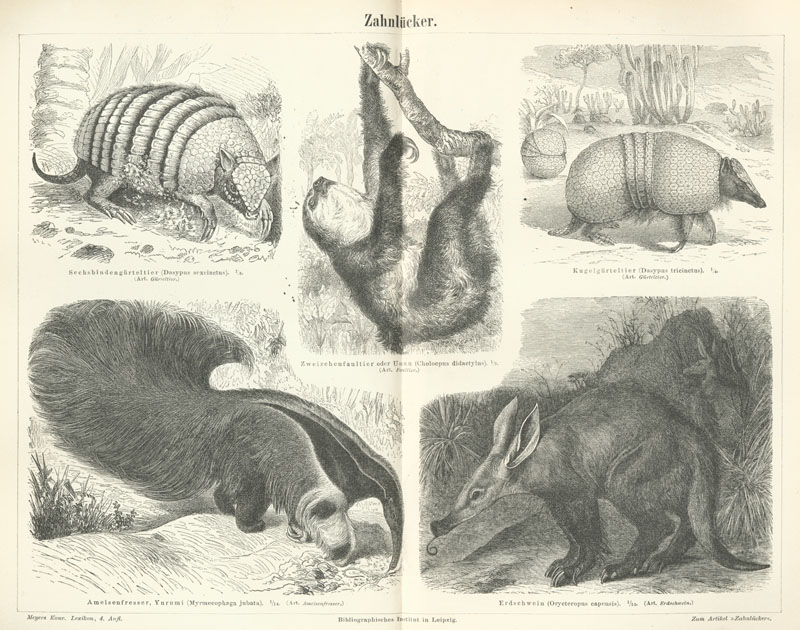

## Các loài
Chi này gồm các loài: